# 第三の道

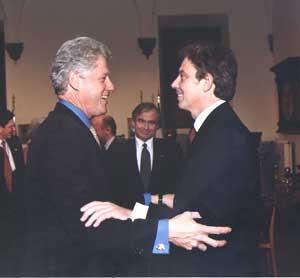
共に「第三の道」路線の“先駆者”と言われるトニー・ブレア（右）とビル・クリントン（左）

第三の道（だいさんのみち、英語：Third Way）とは、通常は従来の2つの対立する思想や諸政策に対し、両者の利点を組み合わせた、あるいは対立を止揚した、思想や諸政策である。

## 一覧
政治思想の分野では多くの場合は、従来の資本主義と社会主義に対する新しい思想や諸政策であり、有名なものには以下がある。
- 20世紀初めにオーストリア・マルクス主義が主張した、社会改良主義とボルシェヴィズム（ロシア共産主義）の対立・分裂を調停する「第三の道」。
- 20世紀前半（両大戦間期）のファシズムが主張した、従来の資本主義と社会主義を超える「第三の道」。
- 経済政策において、経済的自由主義と社会民主主義を組み合わせることで中道右派と中道左派を調和させようとする政治的立場。[1][2] 特に、イギリス労働党のブレア政権（1997年 - 2007年）が提唱した「第三の道」がその代表とされる。旧来の労働党の社会民主主義路線に、新自由主義的な経済路線を採った保守党のサッチャー流市場原理主義路線を部分的に取り入れた政治路線で、ニューレイバーやラジカルな中道とも呼ばれる。イギリスの社会学者ギデンズなどによって主張され、主にヨーロッパ諸国の社会民主主義政党が取り入れた中道左派の政治路線の総称でもある。その他、共和党のレーガン政権のレーガノミクスに対抗する為に編み出された、アメリカのクリントン民主党政権の政治路線（クリントノミクス）なども指す。

## イギリスでの第三の道
マーガレット・サッチャーとその後継ジョン・メージャーの保守党政権による新自由主義政策の下で、政府による富の集権的再配分によって積極的な福祉政策と弱者救済を行うという福祉国家のモデルは次第に解体されつつあった。保守党政権は市場原理を最重要視し、経済政策への政府による介入は減らされ、民営化と規制緩和が盛んに行われた。結果として、長く続いた「イギリス病」は失業問題を除き概ね克服され、イギリスの経済構造は大きく改革・改善された。一方で、高い失業率が残り、経済格差が広がり、公共サービスを受けられない層が増大していた。
しかし、労働党は従来の産業国有化方針を脱却できず、グローバリゼーションによる市場化の波には対応できないままであった。ブレア労働党は、保守党の市場化一辺倒、労働党の市場化への適応不足という袋小路に陥った状況を乗り越える路線として、市場の効率性を重視しつつも国家の補完による公正の確保を指向するという、従来の保守－労働の二元論とは異なるもう一つの新しい路線を目指すと主張した。これが、イギリスにおける「第三の道」である。
この第三の道における公正は、伝統的社民主義の哲学が提示する結果の平等ではなく、教育の充実などの政策に立脚した上での、機会の平等に重きを置いている。これにより、移民政策にも通じる多様な文化的「差異」を前提としてグローバリゼーションへの対応を指向する。
具体的に行われた政策としては、保守党が重視してきた所得税や法人税の軽減などを継承する一方で、より社会の下層に配慮し公正を目指す就労支援や公立校改革などを展開すること、また、弱者を手当て（ネガティブウェルフェア,依存型福祉）するのではなく、家族形成や就労を含めて「社会参加」の動機づけを持つ者を支援（ポジティブウェルフェア,自立型福祉）すること、そして、公共サービスでのPPP（Public-Private Partnership）による官民連携、さらに、サッチャーによる中央集権政策への反省から地方の自治・自立を促す地方分権（スコットランド・ウェールズ・北アイルランド各地方へ地方議会の設置）などがある。また、1999年には、英国では初となる最低賃金法を導入した。
しかし、労働党がサッチャリズムを継承した事は、労働組合など従来からの労働党支持者の反発と離反を招き、その為、労働党の党員数は、1997年には40万7000人いたものが、わずか6年後の2003年末には21万5000人と、約19万人も大激減し、約70年前の水準に落ち込んだ。
また、サッチャリズムの継承によって格差社会の是正が上手くいかなかった事は、ニューレイバーに期待して保守党から支持を切り替えた新たな支持層の離反も招いた。その結果、2005年5月5日の総選挙では、それらに加え、イラク戦争で米国に追随した労働党は大幅に議席数を減らし、2006年5月5日にも地方統一選で惨敗を喫した。
更に2009年6月5日の地方選では、議席を273以上も失い、自由民主党 (イギリス)の後塵を拝し第三党に転落するという大惨敗を、欧州議会選挙でも得票率16%で第三党に転落、1900年結成の労働党が全国規模の選挙でここまでの低得票であるのは1910年以来初めてという、歴史的大惨敗を喫した。
結局、労働党は13年間政権を維持したが、2010年5月の総選挙で大敗し政権から退く事になった。

## 他国での第三の道
ブレア政権はヨーロッパ各国の社会民主主義政党に影響を与え、90年代末のヨーロッパ主要国では中道左派-第三の道路線の政権が相次いで誕生した。英国では既に保守党時代に徹底した福祉国家の解体を終えていたことから公正の面がより強調されたが、他の国の第三の道では効率にまず重点が置かれる傾向があった。このためネオリベラル（新自由主義）や社会自由主義との差異は小さいものとなり、むしろ中道左派として共通することとなった。
トマ・ピケティは、冷戦後の左翼は「バラモン左翼」になったと批判した。

### ドイツ
ドイツ社会民主党（SPD）のシュレーダー政権の政策も旧来福祉国家からの改革を唱えるなど第三の道の影響を受け「新たな中道(die neue Mitte)」を唱えることにより、16年続いたキリスト教民主同盟のヘルムート・コールから政権を奪取、1998年から2005年までの7年間政権を維持した。しかし、ドイツでも、新中道路線は上手くいかず、政権末期はシュレーダー政権の新自由主義的な改革（長期失業手当の生活保護との一本化＝実質的廃止、実質賃金の抑制、大企業向けの減税策、年金支給額の抑制、医療保険における患者負担額の増加等）に対して貧困層や旧来の社会民主党支持者からの批判も相次いだ。
支持率は低迷し、各州の州議会選挙でも敗北を重ねた。また、1976年には100万人を超えた党員数は2003年に66万3000人まで減少し、2004年の欧州議会選挙では全国得票率が第二次大戦後最低の21.5%まで低下した。
2005年5月には、ラフォンテーヌ元党首ら党内左派が離党し、民主社会党（東ドイツの支配政党ドイツ社会主義統一党の後身）と連合して左翼党を結成するに至った。
2005年9月18日の総選挙では、選挙戦終盤に盛り返したものの、僅差でキリスト教民主同盟（CDU）に敗北。大連立することとなり、結局はSPDとCDUの中間の中道的な政策が実施された。
2007年10月、第二次世界大戦後三番目となるハンブルク綱領を採択し、新中道路線を明確に否定、第三の道との決別を図ったが、2009年9月27日の連邦議会選挙では前回よりも10％以上も得票を減らし、戦後2番目に少ない146議席しか獲得できない惨状を呈した。その後、SPDは2021年のオラフ・ショルツ政権まで16年間政権を奪取することが出来なかった。

### フランス
伝統的な社会民主主義か第三の道かで路線対立を抱えていたフランス社会党でも、サブプライム問題の影響もあって党内左派が勢いを得ていた事もあり、伝統的な社会民主主義者である党内左派のリール市長のマルティーヌ・オブリーが党首選に勝利した。

### アメリカ
1980年代以降、民主党の「ニューデモクラッツ」が新自由主義とアイデンティティ政治路線への転換を進め、企業献金を拡大させた一方で中間層の没落・離反を招き、ドナルド・トランプ政権誕生の遠因となったことが指摘される。

### 日本
1990年代、日本の現状は戦時経済の名残、集団主義的で遅れたものという認識が出てきており、左派やリベラルにも新自由主義的改革の支持が広まりつつあった。
1998年に結成された民主党は市場原理を徹底しつつ、福祉至上主義でも市場万能主義でもない、市民や消費者を重視する第三の道を掲げた。
しかし、その流れを汲む2020年に結党された立憲民主党は明確に新自由主義への反対を掲げており、国民民主党代表の玉木雄一郎も否定。日本においても第三の道は過去のものとなりつつある。